# Duetterna
Duetterna släpptes den 25 oktober 2013, och är ett samlingsalbum utgivet i Jill Johnsons namn, innehållandes hennes duetter inspelade med olika artister genom åren.

## Låtlista
1. Längre neråt vägen (med Mauro Scocco)
2. Thing Called Love (med Björn Skifs)
3. Sail on (med Lionel Richie)
4. Why'd You Come in Here Lookin' Like That (med Nina Persson)
5. Enough (med Helena Paparizou)
6. Lycklig att du lever (med Sanne Salomonsen)
7. Come Wake Me Up (med Rascal Flatts)
8. Tumbling Dice (med Kim Carnes)
9. Nobody’s Getting' Out of This Love Alive (med Nathan Chapman)
10. To Know Him Is to Love Him (med Lisa Miskovsky)
11. Forever's Going Underground (med Chip Taylor)
12. Last Thing on My Mind (med Ronan Keating)
13. I'll Be There (med Michael Ruff)
14. Too Far Gone (med Titiyo)
15. Always on My Mind (med Tommy Körberg)